# マツダ・エチュード
エチュード (Etude) は、かつてマツダが日本国内専用車種として製造・販売していたハッチバッククーペ型普通乗用車（スペシャルティカー）である。南アフリカ共和国ではファミリアがエチュードの名称で販売されている。

## 概要
1987年1月、5代目BF型ファミリアをベースとしたスペシャルティクーペとして発売。ボディ形状はファミリア3ドアハッチバックより全長が若干長く全高が低い3ドアハッチバックで、フラッシュサーフェス化されたサイドからリアにかけての造形が特徴である。発売当初のエンジンは排気量1.6リットル (L)、DOHC、16バルブ、EGI、110馬力 (PS) のB6型のみである。CMにクリス・レアの「オン・ザ・ビーチ」を用いた。
1988年3月、排気量1.5L SOHC8バルブ 電子制御シングルキャブレターのB6型エンジン（76PS）を搭載した「Sa」を追加。
ファミリアは1989年に6代目BG型へフルモデルチェンジするが、エチュードはBF型ベースのままで1990年まで継続販売された。後継はファミリアアスティナ。

## 車名の由来
- フランス語で「練習曲」の語意。